# Chaetosiphonaceae
Famille
Les Chaetosiphonaceae sont une famille d'algues vertes, de l'ordre des Bryopsidales.

## Étymologie
Le nom provient du genre type Chaetosiphon, construit à partir du préfixe chaeto-, poil, et du suffixe -siphon, tube, littéralement « tube poilu ».

## Liste des genres
Selon BioLib (17 août 2021) :
- Chaetosiphon Huber

Selon ITIS (17 août 2021) :
- Blastophysa

Selon World Register of Marine Species (17 août 2021) :
- Blastophysa Reinke, 1889
- Chaetosiphon Huber, 1893